# 北福克鎮區 (明尼蘇達州斯特恩斯縣)
北福克鎮區（英語：North Fork Township）是位於美國明尼蘇達州斯特恩斯縣的一個行政鎮區。

## 地方資料
北福克鎮區的面積為90.00平方千米，皆為陸地。根據2020年美國人口普查的數據，當地共有人口273人，而人口密度為每平方千米3.03人。